# Trilha Ecológica do Rio Vermelho

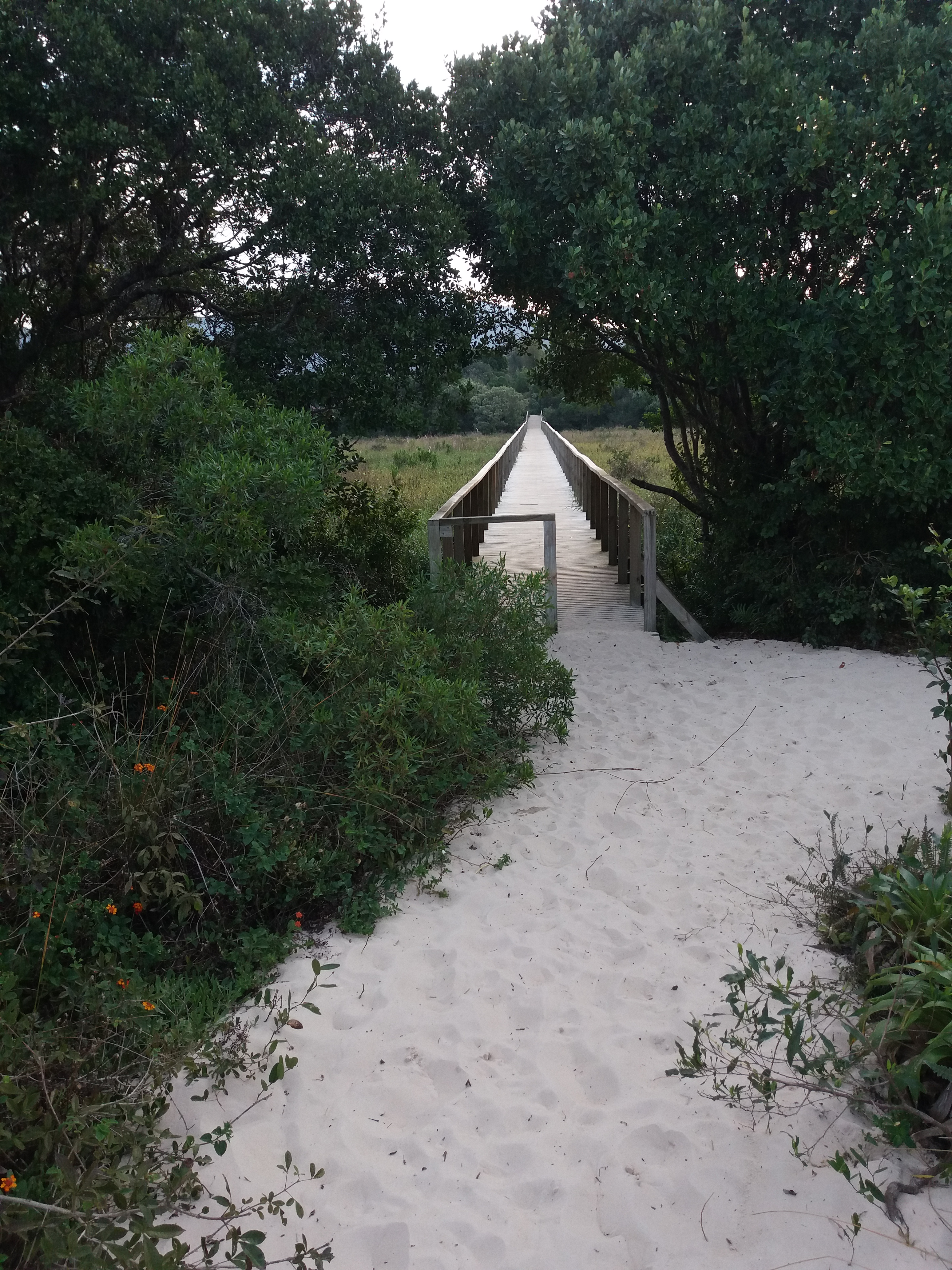
Ponte da trilha para a Praia do Moçambique.

A Trilha Ecológica do Rio Vermelho é uma atividade de educação ambiental localizada no Parque Estadual do Rio Vermelho, em Florianópolis, Santa Catarina. Criada em 2014, possui visita guiada e animais resgatados.  

## Percurso

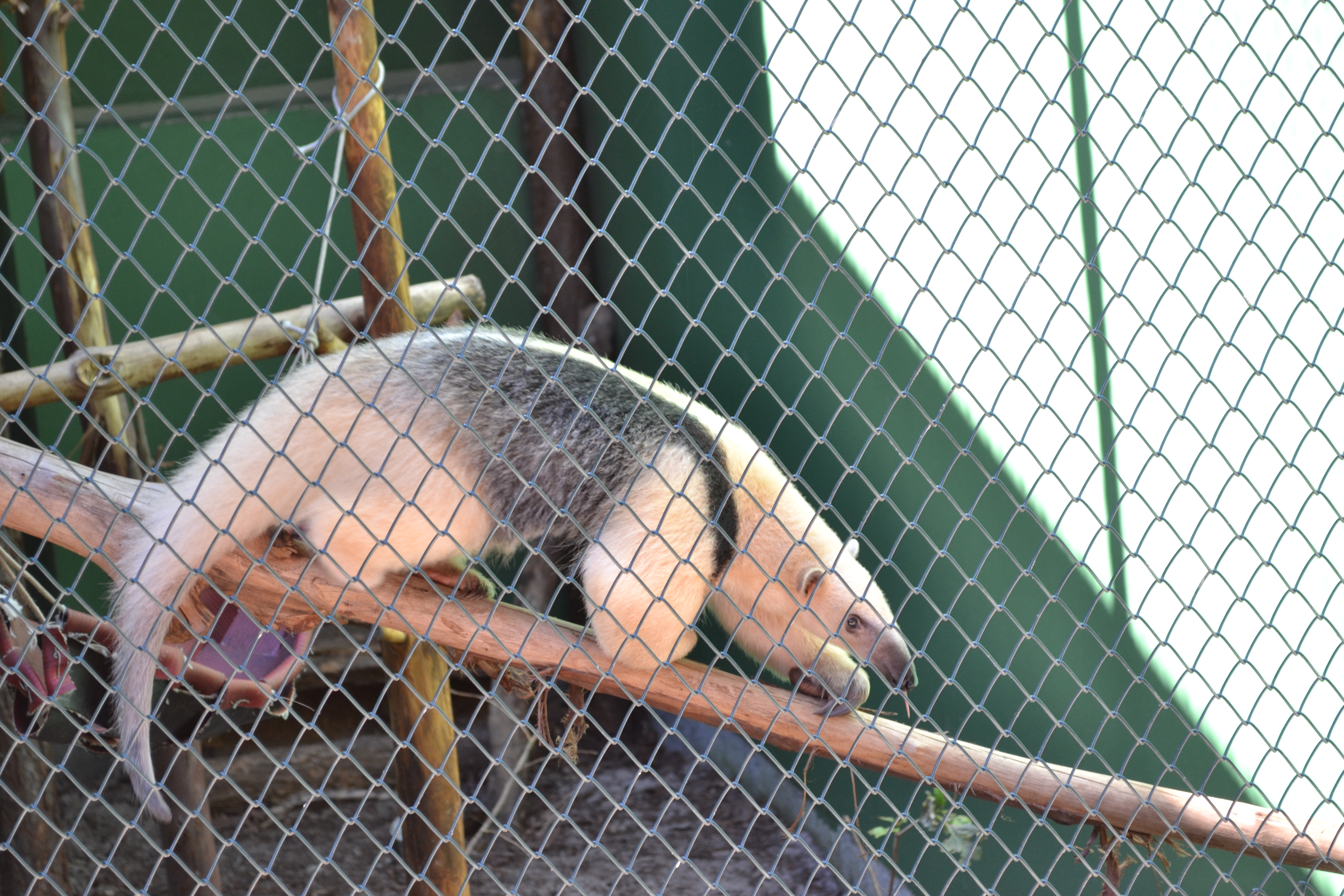
Tamanduá, um dos animais na trilha.

Durante a trilha existem 15 recintos com animais silvestres vítimas do tráfico ou de acidentes, que são resgatados pela Polícia Militar Ambiental de Santa Catarina, pelo IBAMA e pela população. A visita é guiada, durante o trajeto o condutor conta a história de cada animal e como podemos ajudar para que menos casos como os mostrados na trilha aconteçam. O passeio tem a duração de 45 minutos à 1 hora e é feito por um deck de madeira, tendo no final uma pequeno trecho em areia. O local é acessível, possui lanchonete e espaço para lazer.

## Criação e gestão
A trilha foi inaugurada em 2014, pela FATMA, atualmente IMA (Instituto do Meio Ambiente de Santa Catarina), com o objetivo de conscientizar os moradores e visitantes sobre a importância do combate ao tráfico e da preservação ao meio ambiente. Atualmente a trilha se mantém pela parceria entre IMA, Polícia Militar Ambiental, R3 Animal e Associação ECO Paerve.